# Tetroda

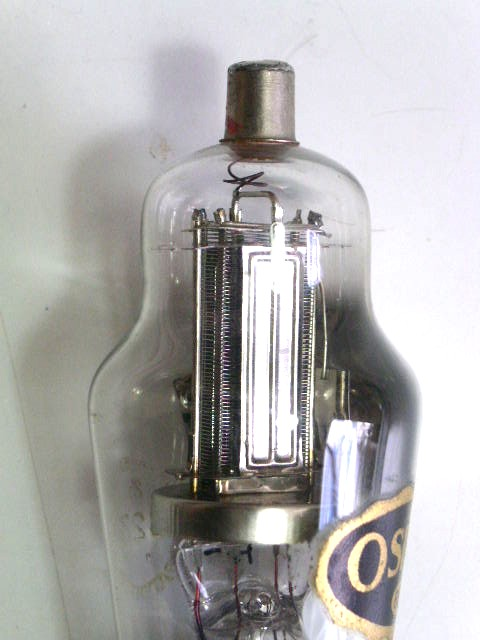
Tetroda OSRAM typ S23. Dobře viditelné obě mřížky, přesahující plechové výlisky anody

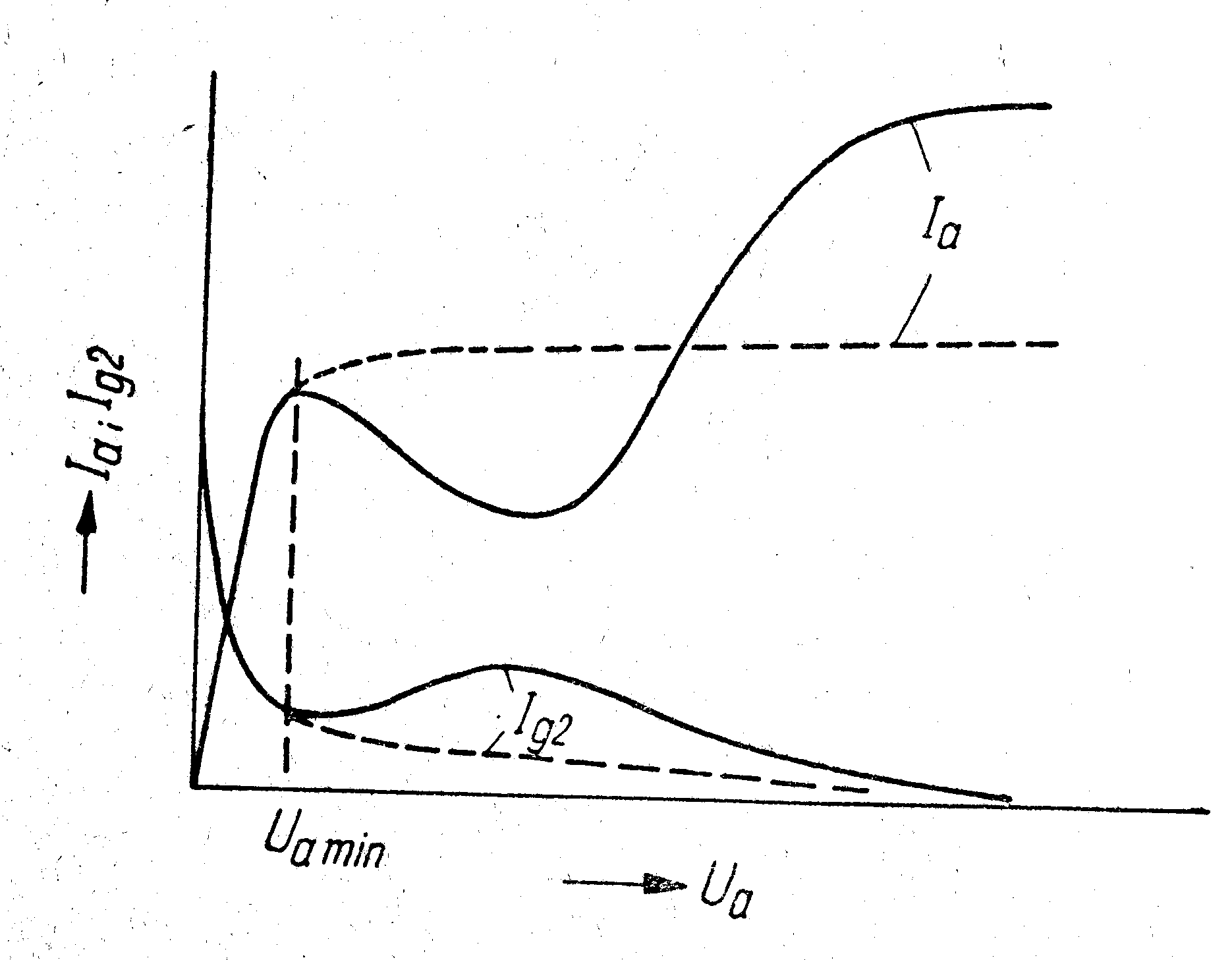
Anodová charakteristika tetrody

Tetroda je elektronka se čtyřmi elektrodami – katodou, anodou a mezi nimi umístěnou dvojicí mřížek. Vznikla vývojem z triody. Přidáním další stínicí mřížky došlo k odstranění zpětné vazby mezi anodou a mřížkou. Nevýhodou ale je u této elektronky nerovnoměrnost v charakteristice, která vedla k vývoji pentody a svazkové tetrody. V oblastech, kde nerovnoměrnost charakteristiky nevadila, se tetrody používaly v řadě zařízení.
Tetroda se historicky vyvíjela dvěma cestami; jako elektronka s mřížkou kompensující vliv prostorového náboje – tzv. dvoumřížková elektronka a elektronka se stínicí mřížkou, historicky nazývanou „stíněná lampa'“.

## Dvoumřížková elektronka
Tato elektronka byla vyvíjena od roku 1920 pro použití v prvních typech elektronkových bateriových přijímačů, kdy k získání použitelného anodového proudu postačovalo anodové napětí již pouhých 10 voltů. Tento druh elektronky byl zapojen takto:
- Prvá mřížka, mřížka prostorového náboje, která byla nejblíže katodě, byla připojena na kladné napětí. Toto napětí, nižší než anodové, postačovalo k tomu, aby se kolem katody tvořil tzv. prostorový náboj, čímž byl i pomalým elektronům umožněn pohyb k anodě.
- Anodový proud pak byl řízen druhou mřížkou, mřížkou řídicí, a to stejným způsobem, jako u běžné triody.

Tyto elektronky, v provedení triodovém, později i pentodovém nalezly použití i ve vojenském prostředí, během Druhé světové války. Příkladem zde mohou být speciální elektronky německé (Raumladegitterröhren) RV2,4T3 a RV2,4P45.
Dvoumřížková elektronka nalezla použití i v případech, kdy bylo potřebí realizovat zapojení s extrémně vysokým vstupním odporem, coby elektrometrická tetroda. Širšího uplatnění dosáhla v prvých typech přenosných dozimetrů, kdy snímačem zde byla Geiger-Müllerova (GM) trubice coby ionisační komora.
Příkladem elektrometrických tetrod zde mohou být výrobky TESLA typ 1NE9, 2NE9 a 4NE9.

## Stíněná elektronka
Tetroda v tomto provedení má prvou mřížku, nejbližší ke katodě, coby mřížku řídicí, obdobně, jako je tomu v triodě. Mezi tuto řídicí mřížku a anodu je vložena další mřížka, nazývaná stínicí. Tato stínicí mřížka je připojena na stálé kladné napětí, které je nižší než anodové, a které je proti výkyvům napětí vlivem proměnného proudu, elektronkou protékajícího, navíc blokována patřičně dimensovaným kondensátorem.
Účinek takto zapojené stínicí mřížky je ten, že anodový proud elektronky přestává být ovlivněn měnícím se anodovým napětím a projevují se zde hlavně změny působené měnícím se napětím mřížky řídicí. Dá se tedy říci, že tetroda má proti triodě podstatně vyšší vnitřní odpor a tudíž i podstatně vyšší zesilovací činitel.
Typickou vlastností takto zapojené tetrody, vlastností obecně nevýhodnou, je takzvaný dynatronový efekt.
Je li tetroda použita jako zesilovač, pak v situaci, kdy anodové napětí poklesne pod stálé napětí mřížky stínicí, projeví se zpětný proud sekundárních elektronů, vyrážených anodovým proudem z povrchu anody. Na anodové převodní křivce se to projeví charakteristickým poklesem a na výsledném zesíleném signálu neméně charakteristickým zkreslením. Dá se sice tohoto jevu (záporný vnitřní odpor) využít coby dynatronového oscilátoru, ale celkově se jedná o jev nežádoucí, který byl odstraněn až konstrukcí pentody.

## Svazková tetroda

Příčný řez systémem americké svazkové tetrody 6L6

Svazková tetroda je určitým návratem od pentody k tetrodě, a to speciálně pro použití ve výkonových zesilovačích. Pro svazkovou tetrodu je charakteristické, že závity řídící a stínicí mřížky jsou zde v přesném zákrytu. Toto uspořádání způsobí, že elektrony jsou elektrostatickým polem fokusovány do úzkých plochých svazků, což způsobuje podstatné snížení (nežádoucího) proudu stínicí mřížky. Zpětnému proudu sekundárních elektronů, odražených od anody, brání krátká boční plechová křidélka, která jsou na potenciálu katody, případně též komůrková konstrukce anody, která je pro sekundární elektrony účinnou pastí.
Svazková tetroda se svými vlastnostmi blíží pentodám, mezi které bývá i řazena. Striktně řečeno, je mezi ně zařazována právem, protože hradicí křidélka svazkových tetrod jsou funkčně rovnocenná hradicím mřížkám regulérních pentod.

## Dvoubázový FET
V současnosti se místo tetrody většinou používá dvoubázový unipolární tranzistor, který se chová podobně, ale je mnohem menší, levnější a spolehlivější.